# Тецкијена (Фрозиноне)
Тецкијена је насеље у Италији у округу Фрозиноне, региону Лацио.
Према процени из 2011. у насељу је живело 5082 становника. Насеље се налази на надморској висини од 254 м.